# Merefa
Merefa (en ukrainien et en russe : Мeрeфa) est une ville de l'oblast de Kharkiv, en Ukraine. Sa population s'élevait à 20 417 habitants au 13 juin 2023.

## Géographie

### Situation
Merefa est située à 22 km au sud-ouest de Kharkiv. Elle est assise à cheval sur la petite rivière homonyme Merefa, dont les eaux rejoignent ensuite la rivière Donets, via la rivière Mja, dans le bassin hydrographique du fleuve Don.

## Histoire

### Origine
Selon une version, le village est fondé en 1595 par des cosaques des rives du Dniepr comme un khoutor qui devient ensuite une slobode importante. Selon L'Histoire des villes et des villages de la RSSU, Merefa aurait été fondée en 1645.

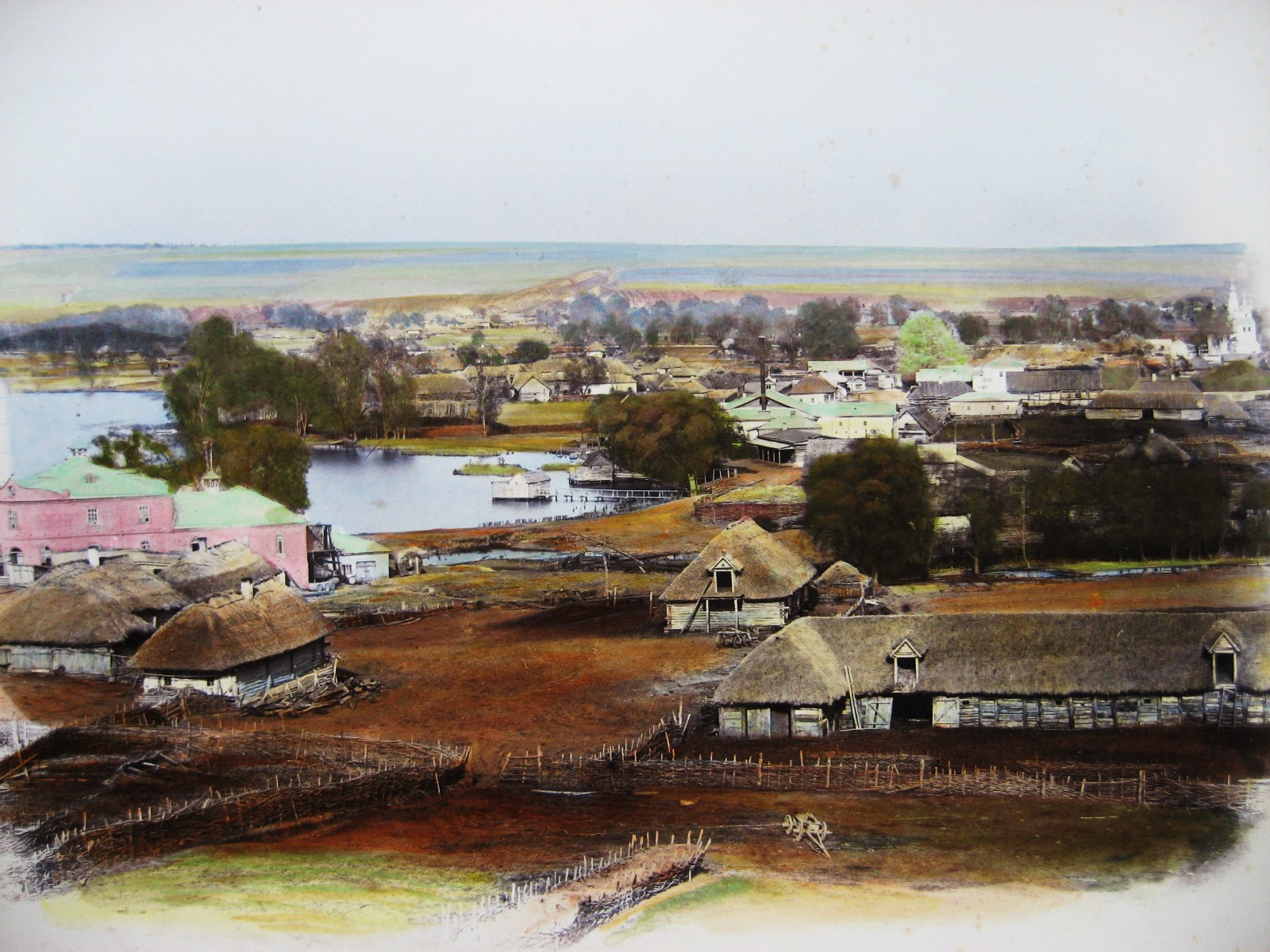
Artmivka vers 1880, fondé en 1668 par Ivan Sirko près de Merefa, elle fut ensuite léguée en héritage à sa fille qui épousa Ivan Artemov, la ferme s'appelait Artemivka et fut intégrée à la ville en 1928.

D'autres sources indiquent que Merefa est apparue au milieu du XVIIe siècle (sans doute en 1663).
Merefa est l'objet d'attaques tatares nombreuses, comme en 1668, 1675, 1688, 1693, 1694 et 1711, année où les Tatars et les Nogaïs détruisent l'église Saint-Nicolas, l'église Saint-Michel-Archange et l'église de la Transfiguration. Du 20 octobre 1721 (ancien style) jusqu'en septembre 1917, la bourgade fait partie de l'Empire russe. En 1779, elle compte 1 244 habitants dont la plupart sont membres de familles de militaires cosaques.

### XXesiècle
La poste et le chemin de fer sont installés dans les années 1860. La fabrique de verre est achetée en 1911 par un industriel belge qui installe le premier stade de football de la région en 1912 (plus tard on y construira le stade « Avant-Garde »). La région fait partie de la république russe en septembre 1917. Le pouvoir soviétique y est installé en décembre 1917. La bourgade est occupée par les troupes austro-hongroises et allemandes en avril 1918, puis de mai à décembre 1918, Merefa se retrouve dans l'hetmanat ukrainien, satellite de l'Empire allemand. Des troubles anti-allemands y ont lieu à l'été 1918, lancés par les cheminots locaux. Les Forces Armées du Sud de la Russie l'occupent à partir de juin 1919, puis, en décembre 1919, l'Armée rouge prend le pouvoir.

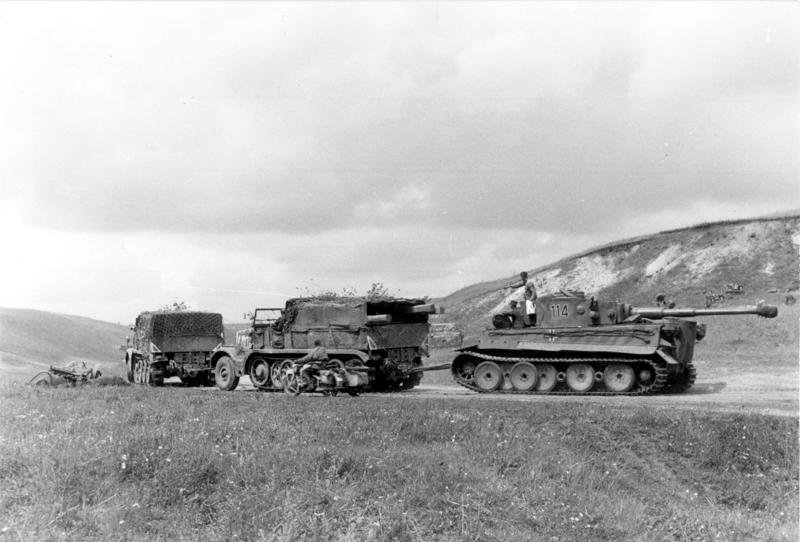
Tankistes allemands à Merefa en juin 1943.

Merefa a le statut de ville depuis 1938. Pendant la Grande Guerre patriotique, Merefa fut occupée par la Wehrmacht de l'Allemagne nazie d'octobre 1941 à 5 septembre. En mai 1942, de violents combats eurent lieu autour de Merefa pendant la Seconde bataille de Kharkov. À la suite d'erreurs du commandement, des dizaines de milliers de soldats soviétiques furent tués, blessés ou capturés. La ville changea plusieurs fois de main avant sa libération définitive le 5 septembre 1943 par le front de la steppe de l'Armée rouge. Pendant l'occupation allemande, 472 habitants furent déportés en Allemagne comme travailleurs forcés et 152 furent fusillés.

## Population
Recensements (*) ou estimations de la population :
| 1923* | 1926*  | 1939*  | 1959*  | 1970*  | 1979*  | 1989*  |
| ----- | ------ | ------ | ------ | ------ | ------ | ------ |
| 7 814 | 11 675 | 22 616 | 26 307 | 29 985 | 29 034 | 28 952 |

| 2001*  | 2010   | 2011   | 2012   | 2013   | 2014   | 2015   |
| ------ | ------ | ------ | ------ | ------ | ------ | ------ |
| 25 018 | 22 365 | 22 299 | 22 273 | 22 280 | 22 383 | 22 336 |

| 2016   | 2017   | 2018   | 2019   | 2020   | 2021   | 2022   |
| ------ | ------ | ------ | ------ | ------ | ------ | ------ |
| 22 314 | 22 197 | 21 901 | 21 794 | 21 598 | 21 421 | 21 202 |

## Galerie

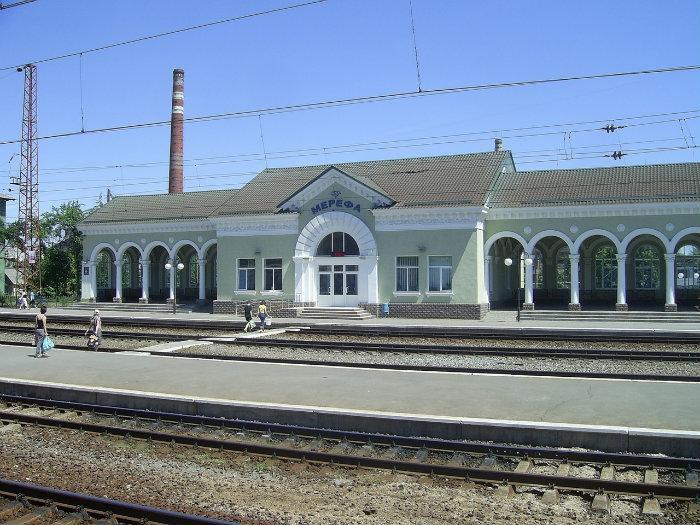
Vue de la gare de Merefa.
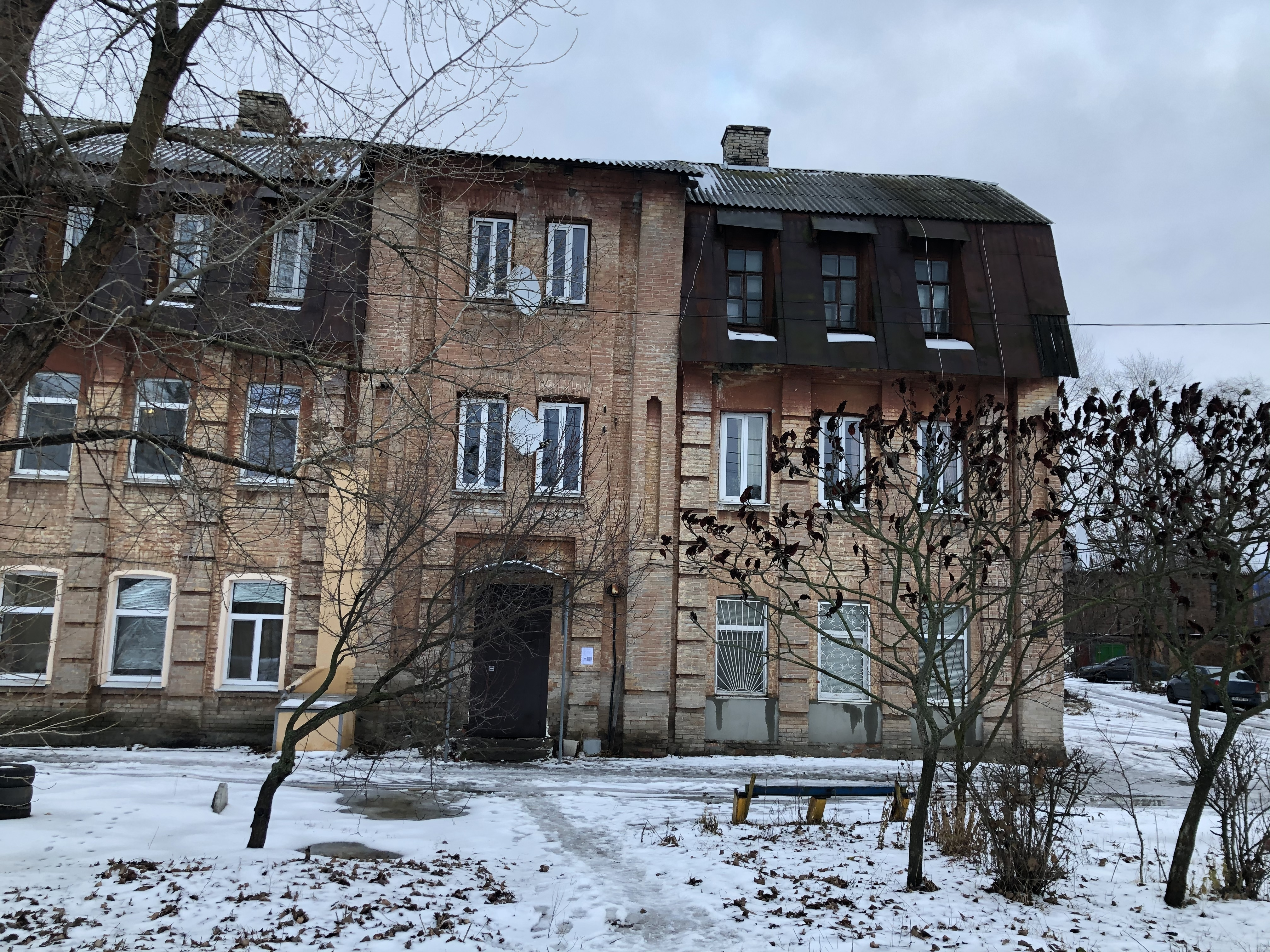
Logement des ouvriers belges de la verrerie construit en 1912.
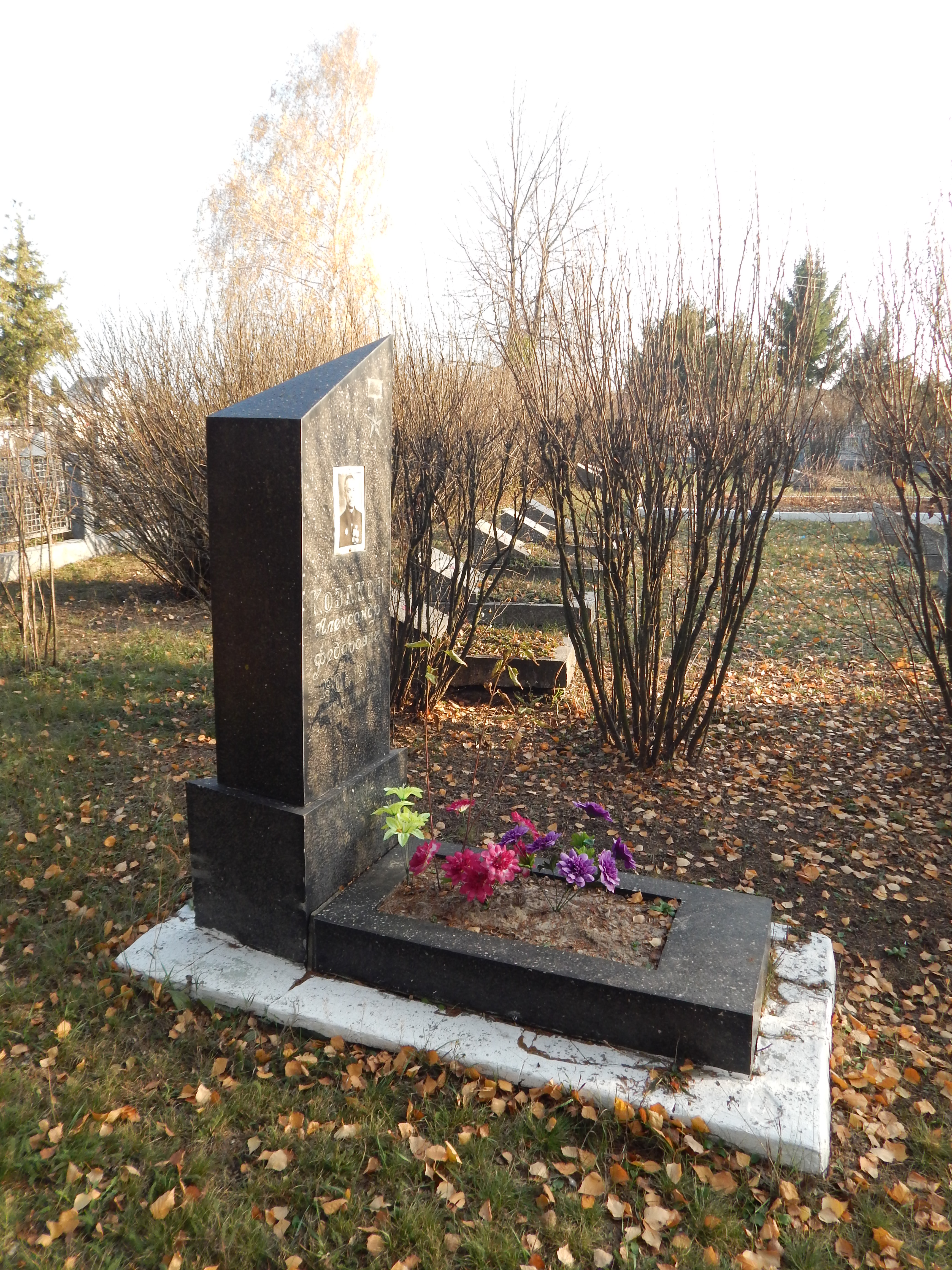
Cimetière militaire de Merefa classée[6].
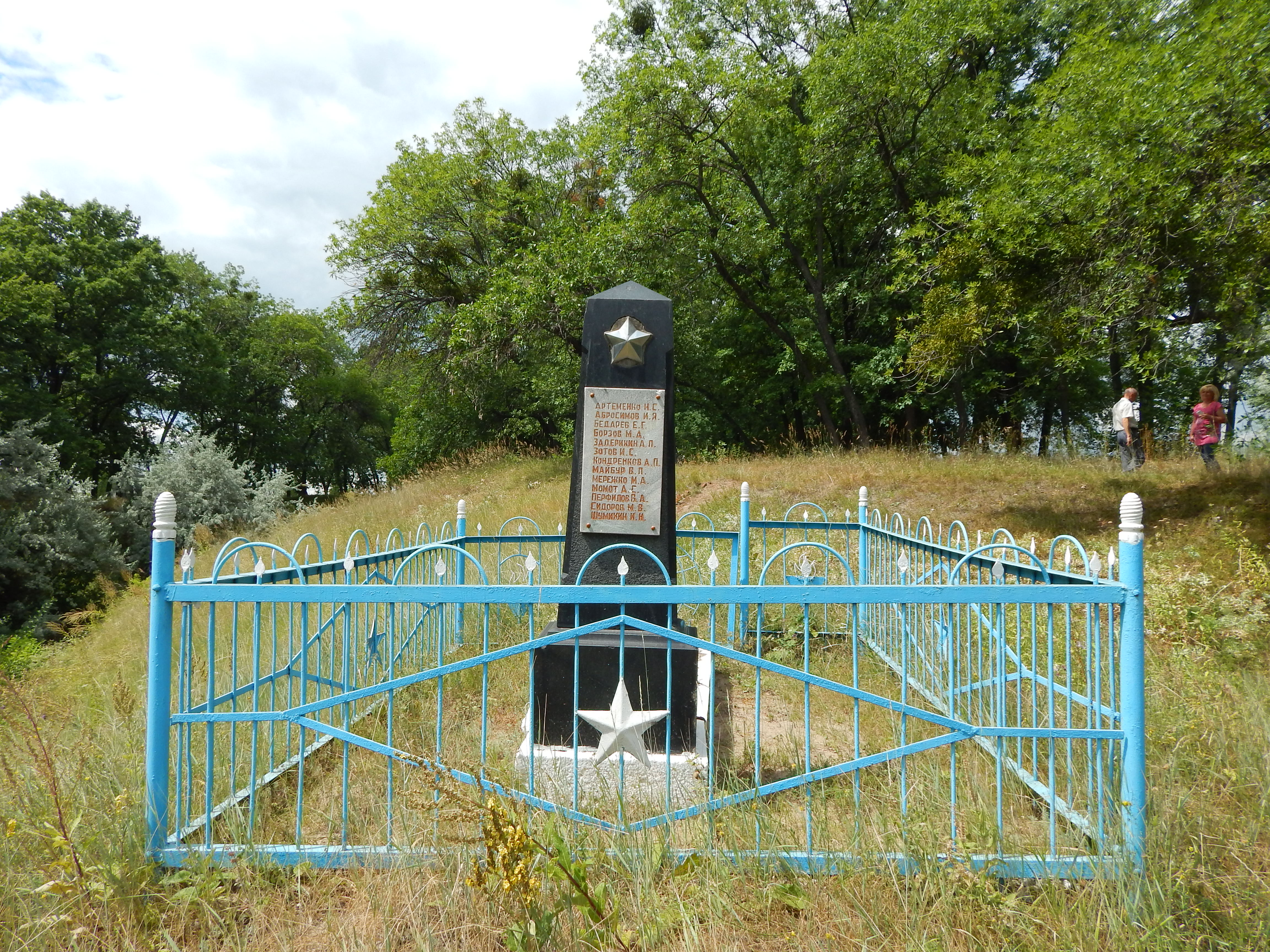
Sépulture de soldats soviétiques tombés pendant la Grande Guerre patriotique classée[7].